# دانشگاه دولتی تفلیس
دانشگاه دولتی تفلیس (گرجی: თბილისის სახელმწიფო უნივერსიტეტი) بزرگ‌ترین مرکز آموزش عالی در منطقهٔ قفقاز که در سال ۱۲۹۶ (خورشیدی) توسط ایوانه جاواخیشویلی تأسیس شد.
این دانشگاه یکی از معتبرترین دانشگاه‌های منطقه اروپای شرقی می‌باشد و در رده‌بندی برترین دانشگاه‌های دنیا از رتبهٔ بسیار مناسبی قرار دارد و از برترین‌های دانشگاه‌های آذربایجان، ارمنستان، استونی، اسلواکی، بلاروس، ترکمنستان، قرقیزستان، قزاقستان، لتونی و لیتوانی از جایگاه بالاتر و معتبرتری برخوردار است.

## پیشینه

### تأسیس
دانشگاه تفلیس به عنوان نخستین و مهم‌ترین مرکز آموزش عالی در قفقاز، و به عنوان پایه‌گذار علوم جدید، در تاریخ ۸ فوریه سال ۱۹۱۸ – روز بزرگداشت «داویت چهارم» تأسیس شد. نخستین گام تشکیل دانشگاه در گرجستان، از طرف گروهی از دانشمندان و دانشجویان تحصیل کرده دانشگاه سن پطرزبورگ و در زمان برقراری اتحاد بین جمهوری‌های موسوم به شوروی برداشته شد. این گروه را پروفسور «ایوانه جاواخیشویلی» دانشمند برجسته گرجستان رهبری می‌کرد.

### نامگذاری
در سال ۱۹۸۹، دانشگاه دولتی تفلیس به افتخار بنیان‌گذار آن به نام «ایوانه جاواخیشویلی» نام گذاری شد.

## دانشکده‌ها
در حال حاضر دانشگاه تفلیس دارای بیش از ۲۰ دانشکده است که ۱۸ دانشکده آن در امر آموزش اساسی و تحقیقات علمی فعالیت دارند. این دانشکده‌ها عبارت اند از: مکانیک و ریاضیات، ریاضی کاربردی، فیزیک، شیمی، جغرافیا و زمین‌شناسی، زیست‌شناسی، تاریخ، فلسفه، روان‌شناسی، زبان و ادبیات، روزنامه‌نگاری زبان و ادبیات، زبان و ادبیات اروپای غربی، مطالعات شرقی، حقوق، روابط بین‌الملل، اقتصاد، مهندسی و اقتصاد تجارت.

## رتبه‌بندی
در رتبه‌بندی مؤسسه تایمز در سال ۲۰۲۰ دانشگاه تفلیس رتبه ۱۰۰۱در بین دانشگاه‌های جهان از آن خود کرده است.

## زیر مجموعه‌ها
این دانشگاه دارای مرکز انتشارات است که کارهای چاپی دانشگاه را انجام می‌دهد. «مجله دانشگاه تفلیس» از سال ۱۹۱۹ چاپ می‌شود. روزنامه‌ای هفتگی به نام «دانشگاه تفلیس» از سال ۱۹۷۲ تا کنون چاپ می‌شود. موزه تاریخ دانشگاه تفلیس، موزه کانی‌شناسی، جانورشناسی و گیاه‌شناسی، ضمیمه دانشکده‌های جغرافیا و زمین‌شناسی و زیست‌شناسی است. خوابگاه دانشگاه دارای ۵ ساختمان است که روی هم ۱۵۸۴۰ متر مربع زیر بنا داشته و ظرفیت پذیرش ۲۲۰۰ نفر را دارند.

## روابط با دیگر دانشگاه‌ها
دانشگاه تفلیس با دیگر مراکز علمی و آموزشی به ویژه دانشگاه‌های زارلاند آلمان، اموری و کالج ویلیامز ایالات متحده آمریکا، ویکتوریا، بریتیش کلمبیا و کنکوردیا کانادا، تانیز فرانسه، لندن بریتانیای کبیر، اتوش لورند مجارستان، بیلکنت و آنکارا ترکیه، پالرمو و کا فوسکادی ونیز ایتالیا، آتن و تسالونیکی یونان و دیگر مراکز علمی، از جمله مرکز بین‌المللی فیزیک هسته‌ای (سوئیس) و… ارتباط دارد.
در این دانشگاه همچنین سمینارها و کنفرانس‌های بین‌المللی متعددی برگزار شده است.